# Puchar Świata w narciarstwie dowolnym 2002/2003
Puchar Świata w narciarstwie dowolnym 2002/2003 rozpoczął się 7 września 2002 w australijskim Mount Buller, a zakończył 12 marca 2003 we francuskim Les Contamines. Była to 24 edycja Pucharu Świata w narciarstwie dowolnym. Puchar Świata rozegrany został w 10 krajach i 15 miastach na 4 kontynentach. Najwięcej zawodów odbyło się w USA – po 5 dla kobiet i mężczyzn. W tym sezonie wprowadzono nową konkurencję - skicross.
Obrońcą Pucharu Świata wśród mężczyzn był Francuz Mathias Wecxsteen, a wśród kobiet Australijka Lydia Ierodiaconou. W tym sezonie triumfowali: ex aequo Wecxsteen, Kanadyjczyk Steve Omischl i Szwajcar Patrick Schmid wśród mężczyzn oraz aex aequo Słowenka Saša Farič i Francuzka Marie Martinod wśród kobiet.

## Konkurencje
- AE = skoki akrobatyczne
- MO = jazda po muldach
- DM = jazda po muldach podwójnych
- SX = skicross

## Mężczyźni

### Kalendarz i wyniki
| Lp                                                               | Data              | Miejsce              | Konkurencja | Zwycięzca                 | 2. miejsce                | 3. miejsce                |
| 1.                                                               | 7 września 2002   | Mount Buller         | AE          | Jeff Bean                 | Alaksiej Hryszyn          | Eric Bergoust             |
| 2.                                                               | 8 września 2002   | Mount Buller         | AE          | Steve Omischl             | Christian Rijavec         | Joe Pack                  |
| 3.                                                               | 30 listopada 2002 | Tignes               | SX          | Tomáš Kraus               | Isidor Grüner             | Markus Wittner            |
| 4.                                                               | 1 grudnia 2002    | Tignes               | MO          | Travis-Antone Cabral      | Scott Bellavance          | Janne Lahtela             |
| 5.                                                               | 6 grudnia 2002    | Sauze d’Oulx         | SX          | Zawody Odwołane           | Zawody Odwołane           | Zawody Odwołane           |
| 6.                                                               | 7 grudnia 2002    | Sauze d’Oulx         | MO          | Mikko Ronkainen           | Scott Bellavance          | Travis Mayer              |
| 7.                                                               | 14 grudnia 2002   | Madonna di Campiglio | MO          | Toby Dawson               | Mikko Ronkainen           | Travis Mayer              |
| 8.                                                               | 15 grudnia 2002   | Madonna di Campiglio | SX          | Zawody Odwołane           | Zawody Odwołane           | Zawody Odwołane           |
| 9.                                                               | 19 grudnia 2002   | Ruka                 | MO          | Tapio Luusua              | Travis Mayer              | Pierre-Alexandre Rousseau |
| 10.                                                              | 11 stycznia 2003  | Mont Tremblant       | MO          | Pierre-Alexandre Rousseau | Jeremy Bloom              | Tapio Luusua              |
| 11.                                                              | 12 stycznia 2003  | Mont Tremblant       | AE          | Jeff Bean                 | Jeret Peterson            | Ryan Blais                |
| 12.                                                              | 17 stycznia 2003  | Lake Placid          | AE          | Dmitrij Archipow          | Steve Omischl             | Han Xiaopeng              |
| 13.                                                              | 18 stycznia 2003  | Lake Placid          | MO          | Travis-Antone Cabral      | Janne Lahtela             | Pierre-Alexandre Rousseau |
| 14.                                                              | 18 stycznia 2003  | Laax                 | SX          | Enak Gavaggio             | Hiroomi Takizawa          | Markus Wittner            |
| 15.                                                              | 19 stycznia 2003  | Lake Placid          | AE          | Ryan Blais                | Dzmitryj Daszczynski      | Jeff Bean                 |
| 16.                                                              | 25 stycznia 2003  | Fernie               | DM          | Janne Lahtela             | Stéphane Rochon           | Toby Dawson               |
| 17.                                                              | 26 stycznia 2003  | Fernie               | AE          | Aleš Valenta              | Dmitrij Archipow          | Ou Xiaotao                |
| 9. Mistrzostwa Świata w Narciarstwie Dowolnym 2003 – Deer Valley |                   |                      |             |                           |                           |                           |
| 18.                                                              | 7 lutego 2003     | Steamboat Springs    | AE          | Dmitrij Archipow          | Alaksiej Hryszyn          | Steve Omischl             |
| 19.                                                              | 8 lutego 2003     | Steamboat Springs    | MO          | Jeremy Bloom              | Pierre-Alexandre Rousseau | David Babic               |
| 20.                                                              | 15 lutego 2003    | Inawashiro           | MO          | Travis-Antone Cabral      | Mikko Ronkainen           | Witalij Głuszczenko       |
| 21.                                                              | 22 lutego 2003    | Madarao              | DM          | Pierre-Alexandre Rousseau | Janne Lahtela             | Fredrik Fortkord          |
| 22.                                                              | 23 lutego 2003    | Madarao              | MO          | Jeremy Bloom              | Travis-Antone Cabral      | Pierre-Alexandre Rousseau |
| 23.                                                              | 1 marca 2003      | Špindlerův Mlýn      | AE          | Dmitrij Archipow          | Jeff Bean                 | Ou Xiaotao                |
| 24.                                                              | 1 marca 2003      | Voss                 | DM          | Janne Lahtela             | Luke Westerlund           | Travis Mayer              |
| 25.                                                              | 2 marca 2003      | Špindlerův Mlýn      | AE          | Steve Omischl             | Dmitrij Archipow          | Joe Pack                  |
| 26.                                                              | 2 marca 2003      | Voss                 | MO          | Stéphane Rochon           | Toby Dawson               | Janne Lahtela             |
| 27.                                                              | 12 marca 2003     | Les Contamines       | SX          | Hiroomi Takizawa          | Karl Heinz Molling        | Xavier Mathex             |

### Klasyfikacje
| Lp. | Zawodnik             | Punkty |
| --- | -------------------- | ------ |
| 1.  | Dmitrij Archipow     | 95     |
| 2.  | Steve Omischl        | 93     |
| 3.  | Jeff Bean            | 93     |
| 4.  | Travis-Antone Cabral | 90     |
| 5.  | Hiroomi Takizawa     | 89     |
| 6.  | Pierre-A. Rousseau   | 88     |
| 6.  | Travis Mayer         | 88     |
| 8.  | Toby Dawson          | 85     |
| 9.  | Enak Gavaggio        | 84     |
| 10. | Mikko Ronkainen      | 82     |

| Lp. | Zawodnik         | Punkty |
| --- | ---------------- | ------ |
| 1.  | Dmitrij Archipow | 572    |
| 2.  | Steve Omischl    | 560    |
| 3.  | Jeff Bean        | 565    |
| 4.  | Joe Pack         | 488    |
| 5.  | Alaksiej Hryszyn | 476    |
| 6.  | Aleš Valenta     | 440    |
| 6.  | Ryan St. Onge    | 440    |
| 8.  | Jeret Peterson   | 436    |
| 9.  | Kyle Nissen      | 408    |
| 10. | Qiu Sen          | 384    |

| Lp. | Zawodnik             | Punkty |
| --- | -------------------- | ------ |
| 1.  | Travis-Antone Cabral | 628    |
| 2.  | Travis Mayer         | 616    |
| 2.  | Pierre-A. Rousseau   | 616    |
| 4.  | Toby Dawson          | 596    |
| 5.  | Mikko Ronkainen      | 576    |
| 6.  | Stéphane Rochon      | 552    |
| 7.  | Luke Westerlund      | 540    |
| 8.  | David Babic          | 504    |
| 9.  | Janne Lahtela        | 484    |
| 10. | Scott Bellavance     | 464    |

| Lp. | Zawodnik            | Punkty |
| --- | ------------------- | ------ |
| 1.  | Janne Lahtela       | 284    |
| 2.  | Stéphane Rochon     | 260    |
| 3.  | Fredrik Fortkord    | 248    |
| 4.  | Pierre-A. Rousseau  | 220    |
| 5.  | Yūgo Tsukita        | 208    |
| 6.  | Toby Dawson         | 184    |
| 7.  | Grischa Weber       | 156    |
| 8.  | Władimir Tiumiencew | 152    |
| 9.  | Kenro Shimoyama     | 144    |
| 10. | Lauri Lassila       | 120    |

| Lp. | Zawodnik          | Punkty |
| --- | ----------------- | ------ |
| 1.  | Hiroomi Takizawa  | 268    |
| 2.  | Enak Gavaggio     | 252    |
| 3.  | Markus Wittner    | 232    |
| 4.  | Isidor Grüner     | 180    |
| 5.  | Tomáš Kraus       | 172    |
| 6.  | Lars Lewén        | 168    |
| 7.  | Jesper Brugge     | 156    |
| 8.  | Klaus Waldner     | 148    |
| 9.  | Florian Rohrmoser | 140    |
| 10. | Eric Iljans       | 136    |

## Kobiety

### Kalendarz i wyniki
| Lp                                                               | Data              | Miejsce              | Konkurencja | Zwyciężczyni        | 2. miejsce         | 3. miejsce        |
| 1.                                                               | 7 września 2002   | Mount Buller         | AE          | Veronika Bauer      | Lydia Ierodiaconou | Anna Zukal        |
| 2.                                                               | 8 września 2002   | Mount Buller         | AE          | Veronika Bauer      | Alisa Camplin      | Xu Nannan         |
| 3.                                                               | 30 listopada 2002 | Tignes               | SX          | Magdalena Iljans    | Aleisha Cline      | Valentine Scuotto |
| 4.                                                               | 1 grudnia 2002    | Tignes               | MO          | Margarita Marbler   | Shannon Bahrke     | Michelle Roark    |
| 5.                                                               | 6 grudnia 2002    | Sauze d’Oulx         | SX          | Zawody Odwołane     | Zawody Odwołane    | Zawody Odwołane   |
| 6.                                                               | 7 grudnia 2002    | Sauze d’Oulx         | MO          | Kari Traa           | Shannon Bahrke     | Margarita Marbler |
| 7.                                                               | 14 grudnia 2002   | Madonna di Campiglio | MO          | Shannon Bahrke      | Ingrid Berntsen    | Kari Traa         |
| 8.                                                               | 15 grudnia 2002   | Madonna di Campiglio | SX          | Zawody Odwołane     | Zawody Odwołane    | Zawody Odwołane   |
| 9.                                                               | 19 grudnia 2002   | Ruka                 | MO          | Kari Traa           | Ingrid Berntsen    | Shannon Bahrke    |
| 10.                                                              | 11 stycznia 2003  | Mont Tremblant       | MO          | Shannon Bahrke      | Marina Czerkasowa  | Laurel Shanley    |
| 11.                                                              | 12 stycznia 2003  | Mont Tremblant       | AE          | Alisa Camplin       | Lydia Ierodiaconou | Kate Reed         |
| 12.                                                              | 17 stycznia 2003  | Lake Placid          | AE          | Alisa Camplin       | Li Nina            | Ałła Cuper        |
| 13.                                                              | 18 stycznia 2003  | Lake Placid          | MO          | Aiko Uemura         | Sandra Laoura      | Ingrid Berntsen   |
| 14.                                                              | 18 stycznia 2003  | Laax                 | SX          | Magdalena Iljans    | Valentine Scuotto  | Karin Huttary     |
| 15.                                                              | 19 stycznia 2003  | Lake Placid          | AE          | Xu Nannan           | Li Nina            | Ałła Cuper        |
| 16.                                                              | 25 stycznia 2003  | Fernie               | DM          | Stéphanie St-Pierre | Tami Bradley       | Margarita Marbler |
| 17.                                                              | 26 stycznia 2003  | Fernie               | AE          | Veronika Bauer      | Ałła Cuper         | Li Nina           |
| 9. Mistrzostwa Świata w Narciarstwie Dowolnym 2003 – Deer Valley |                   |                      |             |                     |                    |                   |
| 18.                                                              | 7 lutego 2003     | Steamboat Springs    | AE          | Alisa Camplin       | Lydia Ierodiaconou | Veronika Bauer    |
| 19.                                                              | 8 lutego 2003     | Steamboat Springs    | MO          | Kari Traa           | Shannon Bahrke     | Ingrid Berntsen   |
| 20.                                                              | 15 lutego 2003    | Inawashiro           | MO          | Kari Traa           | Michelle Roark     | Sandra Laoura     |
| 21.                                                              | 22 lutego 2003    | Madarao              | DM          | Berenice Gregoire   | Aiko Uemura        | Margarita Marbler |
| 22.                                                              | 23 lutego 2003    | Madarao              | MO          | Margarita Marbler   | Shannon Bahrke     | Kari Traa         |
| 23.                                                              | 1 marca 2003      | Špindlerův Mlýn      | AE          | Lydia Ierodiaconou  | Li Nina            | Alisa Camplin     |
| 24.                                                              | 1 marca 2003      | Voss                 | DM          | Shannon Bahrke      | Aiko Uemura        | Kari Traa         |
| 25.                                                              | 2 marca 2003      | Špindlerův Mlýn      | AE          | Evelyne Leu         | Asol Sliwiec       | Alisa Camplin     |
| 26.                                                              | 2 marca 2003      | Voss                 | MO          | Kari Traa           | Aiko Uemura        | Shelly Robertson  |
| 27.                                                              | 12 marca 2003     | Les Contamines       | SX          | Karin Huttary       | Ingrid Berntsen    | Aleisha Cline     |

### Klasyfikacje
| Lp. | Zawodniczka        | Punkty |
| --- | ------------------ | ------ |
| 1.  | Kari Traa          | 125    |
| 2.  | Ingrid Berntsen    | 117    |
| 3.  | Margarita Marbler  | 113    |
| 4.  | Shannon Bahrke     | 98     |
| 5.  | Alisa Camplin      | 97     |
| 6.  | Lydia Ierodiaconou | 93     |
| 7.  | Veronika Bauer     | 93     |
| 8.  | Li Nina            | 92     |
| 9.  | Valentine Scuotto  | 92     |
| 10. | Magdalena Iljans   | 84     |
| 10. | Sandra Laoura      | 84     |

| Lp. | Zawodniczka        | Punkty |
| --- | ------------------ | ------ |
| 1.  | Alisa Camplin      | 580    |
| 2.  | Lydia Ierodiaconou | 556    |
| 2.  | Veronika Bauer     | 556    |
| 4.  | Li Nina            | 552    |
| 5.  | Anna Zukal         | 500    |
| 6.  | Xu Nannan          | 492    |
| 7.  | Veronica Brenner   | 488    |
| 8.  | Deidra Dionne      | 460    |
| 9.  | Kate Reed          | 444    |
| 10. | Elizabeth Gardner  | 440    |

| Lp. | Zawodniczka       | Punkty |
| --- | ----------------- | ------ |
| 1.  | Shannon Bahrke    | 684    |
| 2.  | Kari Traa         | 676    |
| 3.  | Margarita Marbler | 612    |
| 4.  | Ingrid Berntsen   | 604    |
| 5.  | Sandra Laoura     | 588    |
| 6.  | Michelle Roark    | 564    |
| 7.  | Aiko Uemura       | 520    |
| 8.  | Kristi Richards   | 504    |
| 9.  | Marina Czerkasowa | 496    |
| 10. | Jillian Vogtli    | 480    |

| Lp. | Zawodniczka       | Punkty |
| --- | ----------------- | ------ |
| 1.  | Margarita Marbler | 236    |
| 2.  | Tami Bradley      | 208    |
| 3.  | Kari Traa         | 204    |
| 4.  | Elisa Kurylowicz  | 200    |
| 5.  | Aiko Uemura       | 196    |
| 6.  | Jillian Vogtli    | 176    |
| 7.  | Shelly Robertson  | 168    |
| 8.  | Ingrid Berntsen   | 164    |
| 9.  | Emiko Torito      | 164    |
| 10. | Shannon Bahrke    | 152    |

| Lp. | Zawodnik           | Punkty |
| --- | ------------------ | ------ |
| 1.  | Valentine Scuotto  | 276    |
| 2.  | Magdalena Iljans   | 252    |
| 3.  | Annick Staudenmann | 216    |
| 4.  | Karin Huttary      | 192    |
| 5.  | Aleisha Cline      | 188    |
| 6.  | Martina Rentschler | 180    |
| 7.  | Émilie Serain      | 164    |
| 8.  | Nathalie Schmid    | 160    |
| 9.  | Marion Rocher      | 144    |
| 10. | Giovanna Bonazzi   | 132    |